# Полярність (біологія)
Поля́рність (лат. polaris — «протилежний», від грец. πόλος — «вісь», «полюс») — властива організмам специфічна орієнтація процесів та структур у просторі, що спричинює морфофізіологічні відмінності на протилежних частинах клітин, тканин, органів або всього організму. У рослин полярність виникла як наслідок нерівномірного впливу факторів довкілля (світла, температури, сили земного тяжіння тощо) на різні частини рослини. Властива усім рослинним організмам, але найбільшого розвитку досягає у вищих рослин. Найяскравіше полярність виявляється при вкоріненні живців: на верхньому кінці живця розвиваються бруньки, а на нижньому його кінці утворюються корені незалежно від положення живця в просторі. Провідна роль у поляризації рослинних клітин і тканин, орієнтуванні організму в просторі (див. Тропізми) належить фітогормонам. У деяких випадках можливе порушення полярності шляхом зміни градієнтів гормональних і трофічних процесів, спричинюваних зміною умов довкілля. У тварин полярність є як у клітинах (наприклад, розташування аксона і дендритів у нервових клітинах), так і в цілому організмі (наприклад, розташування органоїдів по передньо-задній або дорзовентральній осі у найпростіших). Явище полярності виявляється й при вегетативному розмноженні та регенерації.